# (4707) Khryses
(4707) Khryses (1988 PY) – planetoida z grupy trojańczyków okrążająca Słońce w ciągu 11,79 lat w średniej odległości 5,18 j.a. Odkryta 13 sierpnia 1988 roku.